# Schweizerischer Bankpersonalverband
Der Schweizerische Bankpersonalverband (SBPV) (französisch Association suisse des employés de banque, italienisch Associazione svizzera degli impiegati di banca) ist der Personalverband der Angestellten in der Schweizer Bank- und Finanzbranche. Der 1918 gegründete SBPV setzt sich im Dialog mit seinen Sozialpartnern für einen zukunftsfähigen Finanzplatz Schweiz mit sicheren Arbeitsplätzen und fairen Arbeitsbedingungen ein.

## Organisation
Das oberste Organ des SBPV ist die Delegiertenversammlung (DV). Die Regionen sind ihrer Grösse entsprechend mit Delegierten an der DV vertreten. Der SBPV setzt sich aus 7 Regionen (Bern-Solothurn, Nordwestschweiz, Ostschweiz, Westschweiz, Zentralschweiz und Zürich) zusammen. Jedes Mitglied wird automatisch bei der Aufnahme auch Mitglied einer Region. Die Regionen unterstützen die Aktivitäten des Verbandes in ihrem Gebiet und arbeiten eng mit dem SBPV Schweiz zusammen. Der Vorstand besteht aktuell aus dem Präsidenten und fünf weiteren Vorstandsmitgliedern zusammen. Die Geschäftsstelle ist in Zürich domiziliert.

## Ziele und Aktivitäten
Das Hauptziel ist das berufliche und wirtschaftliche Wohlergehen aller Angestellten in der Schweizer Finanzbranche. Dabei setzt der SBPV auf eine Sozialpartnerschaft, in deren Rahmen kollektive Verhandlungen zu Arbeitsbedingungen, Lohnsystemen und Arbeitsplatzsicherheit geführt werden. Wichtigster Eckpfeiler der Sozialpartnerschaft in der Bankbranche ist der Gesamtarbeitsvertrag – die Vereinbarung über die Anstellungsbedingungen der Bankangestellten (VAB). Sie schreibt die Minimalstandards für Arbeitszeit, Ferien, Saläre, Massnahmen bei Fusionen und Restrukturierungen sowie die Mitwirkungsrechte der gewählten Arbeitnehmervertretungen fest.
Ein weiterer Gesamtarbeitsvertrag ist die seit 2016 bestehende Vereinbarung über die Arbeitszeiterfassung (VAZ). Diese ermöglicht den Verzicht auf die Arbeitszeiterfassung unter gewissen Bedingungen und gibt Bestimmungen zum Gesundheitsschutz vor. Beide Gesamtarbeitsverträge gelten nicht automatisch für alle Finanzinstitute. Das jeweilige Institut muss die Vereinbarung unterzeichnet haben. Rund 50 Banken sind der VAB unterstellt, darunter die meisten grossen Institute wie die UBS, die Credit Suisse und die Zürcher Kantonalbank. Der VAZ haben sich die meisten Schweizer Banken unterstellt.
Ausserdem berät der SBPV seine Mitglieder bei Problemen am Arbeitsplatz und in allen Fragen rund um das Arbeits- und das Sozialversicherungsrecht.
Der SBPV arbeitet eng mit den Personalkommissionen in den Banken zusammen, insbesondere im Fall von Restrukturierungen und Massenentlassungen. Er ist auch in der Aus- und Weiterbildung für seine Mitglieder tätig.

## Geschichte
Die Anfänge reichen in den Ersten Weltkrieg zurück. Im Oktober 1917 wurde in Zürich der erste Personalverband der Bankbranche gegründet, im April 1918 dann der Zentralverband in Bern. Der radikalere Zürcher Verband schloss sich zunächst dem gemässigten Zentralverband nicht an, sondern verfocht seine Interessen mit einem Streik der Bankangestellten. Damit erkämpften sich die Zürcher zwar die Anerkennung durch die Arbeitgeber. Nach dem Generalstreik setzten sich aber die gemässigten Kräfte durch. 1920 wurde mit den Arbeitgebern die erste «Einheitliche Dienst- und Besoldungsordnung (ED+BO)» für alle Landesteile vereinbart. Nach dem Börsencrash 1929 konnte der Verband mehrfache Lohnreduktionen nicht verhindern, erreichte aber nach dem Zweiten Weltkrieg eine sukzessive Erhöhung der Saläre und verbesserte Arbeitsbedingungen. So wurde 1963 die Lohngleichheit von Mann und Frau in der Bankbranche (theoretisch) eingeführt. 1964 folgte die 5-Tage-Woche.
Die Wirtschaftskrise Anfang der 1970er Jahre bewirkte, dass der SBPV mit seinen Forderungen nach Arbeitszeitreduktion auf 44 Stunden und mehr Ferien nicht durchdrang, obschon den Banken auch damals qualifizierte Arbeitskräfte fehlten. In den 1980er-Jahren erkämpfte der SBPV die 42-Stunden-Woche und eine vierte Ferienwoche für alle. 1990 ersetzte die Vereinbarung über die Anstellungsbedingungen der Bankangestellten (VAB) die ED+BO. Das Jahrzehnt war durch zahlreiche Schliessungen kleiner Banken, Fusionen und Übernahmen geprägt. Gründe dafür waren die Immobilienkrise zu Anfang des Jahrzehnts, die beginnende Deregulierung des Finanzsektors, die Internationalisierung der Aktivitäten und die Automation. Zu einer bedeutenden Neuerung kam es 1996: Lohnverhandlungen finden seither nicht mehr zwischen der Arbeitgeberorganisation und den beiden Berufsverbänden SBPV und KV Schweiz statt, sondern auf Unternehmensstufe mit den Personalvertretern, die aber durch den SBPV unterstützt werden. Erfolge gelangen dem SBPV Anfang des 21. Jahrhunderts mit der Einführung einer fünften Ferienwoche für alle und der vollen Lohnzahlung während des Mutterschaftsurlaubs, später auch bei der Einführung eines Vaterschaftsurlaubs, der über die gesetzlichen Minimalbestimmungen hinausgeht. Während der Finanzkrise, die ab 2008 zu einer gewaltigen Restrukturierung des Finanzplatzes führte, war der SBPV stark gefordert. Er setzte zahlreiche Sozialpläne durch und konnte so die Folgen der Massenentlassungen etwas lindern. 2013 verhandelte der SBPV mit den Banken unter der Schirmherrschaft des Staatssekretariats für internationale Finanzfragen eine Schutzvereinbarung für die Bankangestellten bezüglich Datenlieferungen und dem Steuerstreit mit den USA.
2016 folgte die Unterzeichnung der Vereinbarung über die Arbeitszeiterfassung (VAZ), welche im Bereich des Gesundheitsschutzes über die arbeitsgesetzlichen Minimalanforderungen bei Verzicht auf Arbeitszeiterfassung hinaus geht.

## Mitgliedschaft
Der SBPV ist Mitglied im Schweizerischen Gewerkschaftsbund (SGB) und in der UNI Global Union.